# Pingtian, Guangdong
Pingtian (kinesiska: 坪田) är en köping i sydöstra Kina. Den ligger i Nanxiong i staden Shaoguan i provinsen Guangdong,  omkring 270 kilometer nordost om provinshuvudstaden Guangzhou. Antalet invånare är 12 955. Befolkningen består av 6 539 kvinnor och 6 416 män. Barn under 15 år utgör 27,0 %, vuxna 15-64 år 59 %, och äldre över 65 år 12,0 %.